# Episodi di Star Trek: Discovery (quinta stagione)
La quinta e ultima stagione della serie televisiva Star Trek: Discovery, composta da dieci episodi, è stata pubblicata settimanalmente dal servizio di video on demand Paramount+ dal 4 aprile al 30 maggio 2024.
La stagione si ricollega al ventesimo episodio della sesta stagione della serie televisiva Star Trek: The Next Generation, Il segreto della vita (The Chase, 1993), di cui, nella prima puntata, Direttiva rossa, vengono mostrate alcune sequenze come fossero registrazioni dei diari di bordo della USS Enterprise NCC-1701-D capitanata da Jean-Luc Picard (Patrick Stewart). L'episodio narrava di una panspermia operata da un'antica specie aliena estinta, i Progenitori, che avevano diffuso il proprio DNA su tutti i pianeti della galassia che potessero ospitare vita, cosicché tutte le specie umanoidi senzienti della Via Lattea derivano da loro.

| nº | Titolo originale     | Titolo italiano       | Pubblicazione USA | Pubblicazione Italia |
| -- | -------------------- | --------------------- | ----------------- | -------------------- |
| 1  | Red Directive        | Direttiva rossa       | 4 aprile 2024     | 4 aprile 2024        |
| 2  | Under the Twin Moons | Sotto le lune gemelle | 4 aprile 2024     | 4 aprile 2024        |
| 3  | Jinaal               | Jinaal                | 11 aprile 2024    | 11 aprile 2024       |
| 4  | Face the Strange     | Affronta l'ignoto     | 18 aprile 2024    | 18 aprile 2024       |
| 5  | Mirrors              | Specchi               | 25 aprile 2024    | 25 aprile 2024       |
| 6  | Whistlespeak         | Lingua fischiata      | 2 maggio 2024     | 2 maggio 2024        |
| 7  | Erigah               | Erigah                | 9 maggio 2024     | 9 maggio 2024        |
| 8  | Labyrinths           | Labirinti             | 16 maggio 2024    | 16 maggio 2024       |
| 9  | Lagrange Point       | Punto di Lagrange     | 23 maggio 2024    | 23 maggio 2024       |
| 10 | Life, Itself         | La vita in sé         | 30 maggio 2024    | 30 maggio 2024       |

## Direttiva rossa
- Titolo originale: Red Directive
- Diretto da: Olatunde Osunsanmi
- Scritto da: Michelle Paradise

### Trama
3191. Mentre Michael Burnham e il suo equipaggio partecipano ai festeggiamenti per il millenario della Federazione, il capitano della Discovery viene convocato dall'ammiraglio Vance e dal dottor Kovich per affidarle una "direttiva rossa", ossia una missione segreta e prioritaria: recuperare un oggetto da un vascello scientifico romulano scomparso ottocento anni prima. Recatisi sul luogo – un pozzo gravitazionale con numerosi relitti – trovano a bordo del vascello una coppia di corrieri, Moll e L'ak, che riescono a sottrarre l'oggetto (un rompicapo romulano dal contenuto sconosciuto) e a seminare la Discovery e l'Antares del capitano Rayner, nel frattempo sopraggiunta, a causa di un errore di valutazione di Burnham. Quest'ultima decide quindi di rivolgersi a Book; essendo un esperto ex trafficante, l'uomo localizza immediatamente il luogo dov'è diretta la nave dei corrieri: il pianeta Q'mau, patria del ricettatore Fred, un androide di tipo Soong, che risolve immediatamente il rompicapo e all'interno vi trova un antico libro romulano poco prima di venire ucciso dai due corrieri. Nel frattempo Tilly, su richiesta non ufficiale di Burnham, vìola un database della Federazione e vi trova il proprietario del libretto: Vellek, uno scienziato romulano, che afferma di aver trovato un'antica e terribile tecnologia aliena e di averla nascosta. Dopo aver salvato con una spettacolare manovra delle due navi Discovery e Antares gli indigeni di un villaggio di Q'mau da una valanga causata dai due corrieri, che riescono a dileguarsi, Stamets e Culber, analizzando la memoria di Fred, traducono il libretto e scoprono il sistema ubicazione del nascondiglio citato da Vellek: Burnham affronta Kovich, che non conosce l'ubicazione del sistema, e lo costringe a rivelarle ogni cosa: un capitano vissuto ottocento anni prima, Jean-Luc Picard, aveva trovato un messaggio dell'antica specie, i Progenitori, e Vellek era presente. Intanto Saru decide di accettare un incarico da ambasciatore e si appresta a lasciare la Discovery.
- Guest star: Oded Fehr (Charles Vance), David Cronenberg (Kovich), Tara Rosling (T'Rina), Eve Harlow (Moll), Elias Toufexis (L'ak).
- Altri interpreti: Emily Coutts (Keyla Detmer), Oyin Oladejo (Joann Owosekun), Victoria Sawal (ten. Naya), Natalie Liconti (ten. Gallo), J. Adam Brown (Fred), Gregory Calderone (ten. Jax), Michael Copeland (Vellek), Addison Holley (cadetto Ross), Mei Chung (assistente presidente), Nicole Nwokolo (ufficiale sicurezza).
- L'episodio è dedicato alla memoria dell'operatore di camera J.P. Locherer, scomparso nel 2022.[2] Locherer è stato uno dei cameramen di tutti gli episodi delle stagioni 2, 3 e 4. All'inizio dell'episodio 3 è ben visibile una nave chiamata USS Locherer.[8]

## Sotto le lune gemelle
- Titolo originale: Under the Twin Moons
- Diretto da: Doug Aarniokoski
- Scritto da: Alan McElroy

### Trama
Data stellare 866274.3. La Discovery dirige verso il sistema Vileen, dove si trova il pianeta con due lune gemelle, Lyrek; il pianeta apparteneva all'estinta specie dei Promelliani che lo utilizzava come necropoli. Burnham e Saru si teleportano sul pianeta, dove si mettono sulle tracce del messaggio lasciato dal dottor Vellek. Il pianeta si rivela una trappola mortale: dopo secoli, le difese preposte dai bellicosi Promelliani funzionano ancora perfettamente e mettono a dura prova i due ufficiali; le difese vengono disabilitate da Tilly e Adira grazie a un suggerimento del capitano Rayner. Burnham e Saru scovano in una stele il messaggio in rima di Vellek che apparentemente li indirizza verso Betazed; intuendo che alla poesia manchi un verso, spostano la stele: sotto di essa è celato un misterioso oggetto (che sembrerebbe un pezzo di un puzzle) e il resto del messaggio, che indica Trill come prossima tappa, mentre Moll e L'ak, che li hanno preceduti, non hanno letto l'ultimo verso. Intanto a bordo, Book utilizza le sue abilità di ex corriere e contatta i due ex colleghi per ottenere il diario di Vellek, ottenendo un rifiuto. Indagando sulla ragazza, Book scopre che è la figlia del suo mentore Cleveland Booker IV. Al quartier generale della Federazione è in corso un terzo grado contro Rayner per le sue decisioni su Q'mau che hanno quasi causato una carneficina: l'ammiraglio Vance gli consiglia un congedo anticipato, ma Burnham, che non ha mai dimenticato la propria seconda occasione, lo propone come suo nuovo Primo Ufficiale.
- Guest star: Oded Fehr (amm. Vance), Chelah Horsdal (Laira Rillak), Eve Harlow (Moll), Elias Toufexis (L'ak).

## Jinaal
- Titolo originale: Jinaal
- Diretto da: Andi Armaganian
- Scritto da: Kyle Jarrow e Lauren Wilkinson

### Trama
Mentre Saru prende confidenza con la sua nuova carica di ambasciatore e programma il suo fidanzamento ufficiale con T'Rina, la Discovery si reca su Trill in cerca del secondo indizio. Poco prima, Tilly aveva trovato nel primo pezzo del puzzle le "impronte digitali" di un Trill che ottocento anni prima, assieme al dottor Vellek e ad altri quattro scienziati, aveva celato la tecnologia dei Progenitori. Le impronte genetiche appartengono a Jinaal Dix; il simbionte Dix adesso si trova nell'anziana ospite Kalzara. Dopo aver risposto a un indovinello, senza il quale Kalzara non li avrebbe ricevuti, Burnham, Book e il dottor Culber vengono portati al cospetto dell'anziana Trill, nella Grotte di Mak'ala, dove vengono allevati i simbionti, e con un rituale, lo Zhian'tara, la coscienza di Jinaal viene trasferita nel corpo di Culber. Jinaal porta Burnham e Book in un'antica cava, dove afferma si celi l'indizio; la cava è la tana di due feroci e intelligenti animali locali che difendono la loro covata attaccando i tre. Invece di ucciderli facilmente con i phaser, Burnham chiede a Book di comunicare telepaticamente con le bestie, che infine li lasciano andare. A questo punto, Jinaal dà loro il secondo pezzo del puzzle: in realtà il tutto era una prova per vedere come la Terrestre e il Kwejiano si sarebbero comportati innanzi a una specie sconosciuta. Il secondo indizio indica come sito del terzo il territorio tzenkethi. Intanto, sulla Discovery, il neo Primo Ufficiale Rayner, ossessionato dalla ricerca dei due corrieri, viene esortato da Tilly a familiarizzare con l'equipaggio, cosa che non è nelle corde del severo ufficiale esecutivo, ma alla fine la perseveranza di Sylvia ha la meglio. Su Trill, Adira e Gray hanno modo di chiarire la loro relazione; il simbionte Dix, giunto a fine vita, torna infine nelle acque delle Grotte Mak'ala; durante la cerimonia, uno dei Guardiani infila un misterioso dispositivo nel braccio di Adira: in realtà si tratta di Moll che, nel frattempo, aveva risolto il primo enigma sul pianeta Lyrek. 
- Guest star: Tara Rosling (T'Rina), Eve Harlow (Moll), Ian Alxander (Gray Tal).
- Altri interpreti: Victoria Sawal (ten. Naya), Natalie Liconti (ten. Gallo), Christina Dixon (ten. com. Asha), Andreas Apergis (Guardiano Xi), Clare Coulter (Kalzara Bix), Ingrid Rae Doucet (moderatore), Glen Michael Grant (delegato), Victor Andrés Trelles Turgeon (Duvin).

## Affronta l'ignoto
- Titolo originale: Face the Strange
- Diretto da: Lee Rose
- Scritto da: Sean Cochran

### Trama
La Discovery arriva alle coordinate del terzo indizio non trovando alcunché. Adira ha portato, suo malgrado, il dispositivo di Moll sulla nave; esso si rivela essere un "cronoragno", un congegno temporale dei Krenim che Moll e L'ak avevano acquistato al mercato nero. Burnham e Rayner cercano di far coesistere i propri caratteri: l'ex capitano infatti è contrario al metodo di Michael di entrare in confidenza con gli altri ufficiali. Il cronoragno entra in funzione e la Discovery viene sballonzolata avanti e indietro nel tempo senza che l'equipaggio se ne renda conto, con l'eccezione dei due ufficiali a comando, che in quel momento stavano effettuando un teletrasporto, e del Paul Stamets delle varie epoche che, grazie al DNA di tardigrado, è in grado di percepire i mutamenti temporali. Giunti in un futuro prossimo in cui la Federazione è stata conquistata dai Breen, a cui i due corrieri venderebbero la tecnologia dei Progenitori nel caso ne vengano in possesso, con la collaborazione del computer di bordo senziente Zora riescono a trovare uno schema nei cambi temporali. Per impedire un futuro così nefasto, i tre elaborano un congegno per disabilitare il cronoragno, ma per aggirare le difese del dispositivo occorre essere a velocità iperluce senza la protezione della bolla di curvatura, subendo quindi gli effetti relativistici. Finiti ai tempi del capitano Gabriel Lorca, Michael si reca in plancia, dove di turno al comando c'è la rimpianta comandante Airiam, essendo Lorca e Saru in missione; vincendo l'emozione, Burnham convince Airiam della propria buona fede rivelandole la sua sorte infausta. La Michael del tempo, però, minaccia Rayner e Stamets assieme all'ufficiale tattico Rhys; Rayner finalmente comprende le parole del suo capitano quando parlava di confidenza con l'equipaggio e, grazie ai colloqui avuti con i sottoposti, riesce a convincere i Rhys e Burnham del tempo, che abbassano le armi. Tornata alla normalità, la Discovery riprende la missione, avendo però perso sei ore.
- Guest star: Hannah Cheesman (Airiam), Eve Harlow (Moll), Elias Toufexis (L'ak).
- Altri interpreti: Emily Coutts (Keyla Detmer), Oyin Oladejo (Joann Owosekun), Ronnie Rowe Jr. (Ronald A. Bryce), Joshua Bainbridge (regolatore), James Cade (trafficante d'armi annari), Minh Ly (Melton).

## Specchi
- Titolo originale: Mirrors
- Diretto da: Jen McGowan
- Scritto da: Johanna Lee e Carlos Cisco

### Trama
Data stellare 866282.9. La Discovery si trova nel punto in cui sono scomparsi Mol e L'ak, nelle coordinate date dal precedente indizio, ma a parte una nebulosa non v'è alcunché. Ricalibrando i sensori appare un tunnel spaziale la cui apertura è troppo piccola per la nave, così Burnham e Book vi entrano con una navetta. Il tunnel conduce a una sacca interdimensionale: all'interno, fra numerosi rottami, vi trovano il relitto della ISS Enterprise, la controparte dell'universo dello specchio della USS Enterprise NCC-1701; i due corrieri vi si sono rifugiati, essendo stata la loro nave distrutta entrando nella sacca. Esplorando il vascello, Burnham e Book trovano tracce di profughi in fuga, cosa non consona in un incrociatore terrestre; i profughi avevano riassunto in una placca la loro storia: erano scappati verso l'universo "normale" per fuggire a una repressione dopo l'uccisione dell'Alto Cancelliere dell'Impero che aveva intrapreso una politica riformista. Scansionando la nave trovano tre tracce quantiche dell'universo "normale": Moll, L'ak e il terzo indizio. I quattro si trovano in una situazione di stallo finché non sono costretti a dividersi: Moll e Book da una parte e Burnham e L'ak bloccati in infermeria. I primi due si recano in plancia e hanno modo di parlare: il padre di Moll, Cleveland Booker IV, aveva abbandonato, a suo dire, lei e la madre su Callor V dopo aver promesso loro di portarle in una colonia sul Quadrante Gamma; Book la considera come una sorella (l'unica parente che gli rimane) e le cede la sua arma, e la ragazza, mossa a compassione, lo risparmia. Burnham scopre che L'ak è un Breen nella sua forma "solida": l'uomo è un nobile retrocesso dallo zio primarca a ruoli umili sugli hangar navette, e aveva conosciuto così la corriera Moll che gli aveva proposto di fuggire con lei; dopo qualche tempo, L'ak, che si era innamorato della ragazza, aveva ferito lo zio ed era fuggito con lei, meritandosi un erigah breen, ossia una taglia sul suo cadavere, e solo trovando la tecnologia dei Progenitori e cedendola ai suoi simili potrebbe avere salva la vita. Burnham tenta di convincere invano il Breen; fingendo di avere lei l'indizio (aveva precedentemente messo in un medaglione dei profughi del materiale dell'universo "primario"), l'astuta capitana, dopo un corpo a corpo, s'impossessa del terzo indizio: era stato portato nell'Enterprise da uno dei profughi terrestri, che si erano dunque salvati e si erano integrati nell'universo "primario". Una di costoro, la dottoressa Cho, divenne ammiraglio nella Flotta Stellare e faceva parte dei quattro scienziati che con il dottor Vellek avevano nascosto la tecnologia dei Progenitori. A causa delle manovre di Book e Moll in plancia, l'Enterprise inizia a muoversi verso l'ingresso del tunnel: Burnham lancia un SOS con il raggio traente che Rayner coglie subito, essendo una citazione di un'opera kellerana, e con la collaborazione dell'equipaggio di plancia il Primo Ufficiale riesce ad allargare l'apertura e a farvi passare l'Enterprise. L'ak, gravemente ferito nel precedente scontro con Burnham, e Moll fuggono con una navetta mentre l'Enterprise viene trainata dalla Discovery.
- Guest star: Eve Harlow (Moll), Elias Toufexis (L'ak).
- Altri interpreti: Victoria Sawal (ten. Naya), Christina Dixon (ten. com. Asha), Natalie Liconti (ten. Gallo), Tony Nappo (Primarca Ruhn), Barnaby Capenter (voce computer ISS Enterprise).
- L'episodio è dedicato alla memoria del costumista Allan "Red" Marceta, deceduto in un incidente nel 2022. Il bar "Red's" della Discovery si riferisce presumibilmente a lui.[12]
- L'episodio è il primo di tutto il franchise in cui appare il vero aspetto dei Breen.[13] Le scene all'interno della ISS Enterprise sono state girate nei set della serie, spin-off di Discovery, Star Trek: Strange New Worlds.[14]
- In questo episodio viene introdotta la figura dell'Alto Cancelliere dell'Impero, probabile detentore del potere esecutivo sotto l'Imperatore/trice terrestre dell'universo dello specchio. Precedentemente era stata citata solo la figura apicale imperiale e nominate le imperatrici Sato del XXII secolo e Georgiu del XXIII.

## Lingua fischiata
- Titolo originale: Whistlespeak
- Diretto da: Christopher J. Byrne
- Scritto da: Kenneth Lin e Brandon A. Schultz

### Trama
Il terzo indizio ha allegata una boccetta di acqua distillata. Non riuscendo a cavarci il classico ragno dal buco, Burnham chiede assistenza al dottor Kovich, che le offre i nomi dei cinque scienziati: oltre ai tre i cui enigmi hanno già risolto (Vellek, Jinaal Bix, Carmen Cho), vi sono una Betazoide e un Denobolano, il dottor Kreel, e il team subito accosta l'acqua a quest'ultimo: il suo popolo infatti è noto per aver combattuto la desertificazione sul proprio pianeta con delle torri meteorologiche per favorire la pioggia. Ai tempi del dottor Krell i Denobulani avevano installato cinque torri anche in un altro pianeta arido, Halem'no, per evitare che la vita si estinguesse. Sull'oasi attorno all'unica torre ancora funzionante si è sviluppata una civiltà preindustriale, gli Halem'niti, che considerano la torre (camuffata da pilastro di roccia che gli indigeni chiamano "Alta Cima") come dimora degli dèi e organizzano dei pellegrinaggi verso di essa. Burnham e Tilly, opportunamente camuffate, si spacciano per pellegrine giunte da lontano e si uniscono a un gruppo di indigeni, fra i quali vi sono il sacerdote Ohvahz e la figlia Ravah. Questi raccontano alle due ufficiali che per invogliare gli dèi a far piovere organizzano saltuariamente una corsa attorno all'Alta Cima, e ai concorrenti è vietato, pena squalifica, bere e riposare; il vincitore o la vincitrice potrà bere ed entrare nella Cima. Burnham e Tilly si iscrivono alla corsa; mentre la prima viene indirizzata da Adira verso una consolle di controllo esterna della torre denobulana per effettuare le riparazioni, Sylvia vince la gara e aiuta Ravah, che avrebbe vinto se non fosse caduta. Entrambe vengono così rinchiuse in una stanza nella torre, e qui Tilly scopre la terribile verità: si tratta di un sacrificio umano. Burnham e l'equipaggio cercano in tutti i modi di tirare fuori la collega, ma le pareti della stanza (una camera a vuoto gigante) impediscono il teletrasporto; Burnham è così costretta a violare la prima direttiva trasportandosi all'esterno della stanza del sacrificio, rivelando così a Ohvahz la provenienza aliena loro e dell'Alta Cima: in ogni caso gli Halem'niti, se non imparano a manutenere la torre, saranno condannati. Burnham convince Ohvahz ad aprire la porta e libera le due donne prima che soffochino. All'interno della camera a vuoto, Tilly aveva notato dei simboli raffiguranti i numeri da 1 a 5, e uno di questi (il 5) è presente anche nella fialetta d'acqua dell'indizio, che si trova dunque nella quinta torre: si tratta di una placchetta betazoide. Una volta recuperatolo, la Discovery fa rotta verso la USS Locherer che nel frattempo ha rintracciato Moll e L'ak.
- Guest star:  David Cronenberg (Kovich), Alfredo Narciso (Ohvahz), June Laporte (Ravah), Marium Carvell (Anorah), María Del Mar (nonna di Culber).
- Altri interpreti: Natalie Liconti (ten. Gallo), Christina Dixon (ten. com. Asha), Molly Lewis[N 6] (fischiatrice).

## Erigah
- Titolo originale: Erigah
- Diretto da: Jon Dudkowski
- Scritto da: M. Raven Metzner

### Trama
Moll e L'ak, che è in gravi condizioni, sono catturati. I Breen hanno scoperto dove sono i due corrieri e accorrono minacciosi alla sede della Federazione: si tratta del primarca Ruhn, zio di L'ak, colui che aveva dato l'erigah al nipote. Grazie alle informazioni di Rayner, il cui pianeta natale Kellerun era stato devastato dai Breen, i federali scoprono che L'ak è diretto discendente dell'imperatore breen e che è necessario al primarca che ambisca a divenire sovrano. Bluffando, la presidente T'Rina afferma di avere già un accordo con la primarca Tahal (colei che devastò Kellerun) per consegnarle L'ak: Ruhn alla fine è costretto ad accettare le proposte federali. I due corrieri, però, non intendono starsene con le mani in mano: nonostante sia moribondo, L'ak si inietta il farmaco che stava ricevendo a piccole dosi, consentendo la fuga di Moll; grazie a Book, l'Umana viene catturata quasi subito e riportata al cospetto di L'ak, che muore. Ruhn, furibondo, si prepara ad attaccare la Federazione, ma Moll rivela di essere la sposa di L'ak e di averne ereditato quindi il retaggio: rivela al Breen l'esistenza della tecnologia dei Progenitori, e quindi non gli serve più L'ak per prendere il trono. Dopo breve riflessione, il primarca detta le sue nuove condizioni: vuole Moll. I federali, dopo breve conferenza e con la disperata opposizione di Book, accettano, dato che l'Umana non conosce l'indizio betazoide. Quest'ultimo viene intanto decriptato non senza difficoltà da Stamets, Tilly e Adira, con la preziosa consulenza di Book (che è empatico come i Betazoidi) e dell'ingegnera Reno che – rivela loro – è stata fra le altre cose contrabbandiera di libri rari. La placchetta betazoide contiene il titolo di un'opera della dottoressa Marina Derex, e Reno suggerisce che tutte le opere letterarie della galassia vengono conservate in un archivio galattico vagante che si sposta ogni cinquant'anni e che attualmente si trova nelle Badlands, una zona instabile – caratterizzata da intense tempeste di plasma e anomalie gravitazionali – al confine fra Federazione e Unione Cardassiana: la placchetta stessa è la scheda bibliotecaria per accedere al libro.
- Guest star: Oded Fehr (amm. Vance), Tara Rosling (T'Rina), Eve Harlow (Moll), Elias Toufexis (L'ak), Rachael Ancheril (D. Nhan).
- Altri interpreti: Victoria Sawal (ten. Naya), Christina Dixon (ten. com. Asha), Natalie Liconti (ten. Gallo), Tony Nappo (primarca Ruhn), Dorian Grey (ten. breen Arisar), Emmanuel John (ufficiale operazioni), Dorren Lee (ten. Teemo), Jason Lee Bell (guardia).

## Labirinti
- Titolo originale: Labyrinths
- Diretto da: Emmanuel Osei-Kuffour
- Scritto da: Lauren Wilkinson ed Eric J. Robbins

### Trama
La Discovery arriva alle Badlands, dove trova l'Archivio galattico. L'equipaggio viene accolto dall'archivista Hy'Rell: Burnham e Book (richiesto dall'archivista) sbarcano sulla labirintica struttura. Mentre Book esamina un reperto kwejiano conservato nell'archivio, Burnham sfoglia il testo della dottoressa Derex e vi trova un congegno che la induce a uno stato di coma indotto, ma con le attività cerebrali ben attive: la capitana si ritrova in una simulazione virtuale in compagnia di un'intelligenza artificiale con l'aspetto di Book. Derex creò il programma per mettere alla prova la persona che sarebbe arrivata al cospetto dell'ultimo indizio: può rinunciare e andarsene sana e salva, ma qualora accetti e non superi il test, morirebbe. Nel frattempo i Breen si mettono alle costole della Discovery; Moll, loro prigioniera, utilizza il legame con L'ak per cercare di manipolare invano il primarca Ruhn: con la tecnologia dei Progenitori infatti potrebbero riportare in vita L'ak. La corazzata breen giunge all'Archivio e Ruhn minaccia di distruggerlo, violando un luogo riconosciuto sacro da tutte le specie evolute della galassia, Breen inclusi. Moll intercede e convince il primarca a inviare un drappello di soldati a recuperare l'indizio, drappello che viene respinto da Book e Rayner, nel frattempo giunto all'Archivio assieme al dottor Culber, mentre la Discovery, celata fra le tempeste di plasma delle Badlands, disturba la corazzata breen con emissioni di particelle. Intanto Burnham si scervella per capire quale sia la prova da superare, ma i suoi tentativi sono infruttuosi. Delusa e affranta, si siede assieme alla IA "Book" e si apre a lui, confidandogli tutte le sue debolezze, le sue paure e i suoi fallimenti. "Book" le rivela che ha appena superato il test: la neuroscienziata Derex sapeva bene che ammettere le proprie debolezze è segno di forza interiore e stabilità mentale. Recuperato il quinto indizio e messolo assieme agli altri, finalmente possono vedere le coordinate del nascondiglio della tecnologia dei Progenitori, ma Ruhn incombe: distruggerà l'Archivio se non gli verrà consegnato l'artefatto. Dopo avergli fatto prestare un giuramento sacro breen, Burnham ottempera; lo spietato primarca però apre il fuoco, ma l'astuta capitana, prevedendo un simile comportamento, dopo aver fatto rilasciare plasma dalle gondole fa effettuare un salto con il motore a spore, simulando la distruzione della nave. Ruhn ordina di distruggere l'Archivio: Moll, che intuisce le ambizioni del primarca, lo sfida apertamente, ma prima di essere uccisa viene difesa da un ufficiale breen, il tenente Arisar; subito dopo disarma e uccide il primarca, ottenendo l'attenzione di Arisar e del resto dell'equipaggio. La Discovery, gravemente danneggiata dall'attacco breen, si ritrova ad anni luce dal punto indicato dall'artefatto: anche i Breen ora sanno dov'è, ma Burnham è in possesso di un'informazione fondamentale datale dal "Book" della simulazione.
- Guest star: Eve Harlow (Moll), Elena Juatco (Hy'Rell).
- Altri interpreti: Christina Dixon (ten. com. Asha), Victoria Sawal (ten. Naya), Natalie Liconti (ten. Gallo), Zahra Bentham (com. Lorna Jemison), Tony Nappo (primarca Ruhn), Dorian Grey (ten. breen Arisar), Jordan Francis (timoniere breen), Jordan L'Abbé (ufficiale breen alle operazioni), Joel Labelle (ufficiale breen alla sicurezza), Glib Tretiakov (soldato breen).

## Punto di Lagrange
- Titolo originale: Lagrange Point
- Diretto da: Jonathan Frakes
- Scritto da: Sean Cochran e Ari Friedman

### Trama
Mentre Saru avvisa Burnham che la primarca Tahal è sulle tracce della corazzata di Ruhn per arruolarne le truppe e prendere il potere, la Discovery, ancora non perfettamente efficiente ma occultata, arriva alle coordinate indicate dall'artefatto: si trova nei pressi di una coppia di buchi neri, dove esattamente nel punto lagrangiano fra di essi si trova un contenitore lasciato otto secoli prima dagli scienziati di Vellek. Subito dopo arrivano i Breen di Moll e prendono il contenitore, al cui interno v'è una porta dimensionale: chiunque vi entri scompare senza lasciare traccia, e la tecnologia progenitrice è là dentro. Burnham escogita un azzardato piano: travestirsi da Breen, formare due squadre e portarsi con una navetta sulla corazzata breen, hackerare i sistemi e prelevare il contenitore. Mentre Burnham e Book si dirigono verso l'hangar dove si trova il contenitore, Adira, coperta da Rhys, si dovrà occupare di hackerare i sistemi in plancia e abbassare gli scudi per poter permettere il teletrasporto sia di loro che del contenitore stesso. Il piano ha quasi successo, ma Burnham e Book vengono scoperti. Rayner escogita così un altrettanto azzardato piano: penetrare con la Discovery nel gigantesco hangar della corazzata breen attraverso il campo di contenimento e successivamente prelevare Burnham, Book e il contenitore, che verrebbero trascinati nel vuoto dalla depressurizzazione. Durante l'attacco della Discovery però Moll entra nella porta dimensionale e Burnham – che conosce l'informazione fondamentale che aveva ottenuto col quinto indizio – la segue. Una volta espulso dalla corazzata, il contenitore si danneggia e la porta dimensionale si rivela; nessuna traccia di Burnham e Moll.
- Guest star: Chelah Horsdal (Laira Rillak), Tara Rosling (T'Rina), Eve Harlow (Moll).
- Altri interpreti: Christina Dixon (ten. com. Asha), Victoria Sawal (ten. Naya), Natalie Liconti (ten. Gallo), Zahra Bentham (com. Lorna Jemison), Dorian Grey (ten. breen Arisar), Tony Ofori (ufficiale operazioni quartier generale Federazione), Makenzie Heaven Smith (scienziato breen), Perrie Voss (addetta diplomatica Mia Greer); Jordan Collalto, Jordan Francis, Jordan L'Abbé, Eli Martyr, Dayton Sinkia (soldati breen).
- Questo episodio è il primo di due parti.

## La vita in sé
- Titolo originale: Life, Itself
- Diretto da: Olatunde Osunsanmi[17]
- Scritto da: Kyle Jarrow e Michelle Paradise

### Trama
Il portale porta Burnham e Moll in un enorme spazio liminale in cui si affacciano altri portali che danno su innumerevoli mondi presumibilmente creati dai Progenitori; qui le due ingaggiano un violento corpo a corpo, e infine Michael convince Moll a collaborare per trovare tecnologia progenitrice e uscita. Book e il dottor Culber "trattengono" il portale dalla letale attrazione gravitazionale dei buchi neri con il raggio traente di una navetta settato su una precisa frequenza: Culber "ricorda" infatti alcuni dettagli lasciatigli da Jinaal. Nel frattempo Saru, scortato dalla comandante Nhan, con un abile bluff convince la primarca Tahal a stare lontana dalla zona dei buchi neri; l'astuta Breen, però, invia una nave da ricognizione. Burnham e Moll trovano infine una postazione con un enigma da risolvere; Moll stordisce Burnham e tenta di risolverlo, sbagliando e scatenando le difese della struttura aliena; ripresasi, Burnham risolve l'enigma grazie al suggerimento lasciatole dalla dottoressa Derex, e accede alla tecnologia: si connette quindi con la coscienza di una Progenitrice che si accinge a istruirla su di essa. La Progenitrice spiega che la loro stirpe quattro miliardi di anni prima trovò già lì la struttura e che  la loro era l'unica specie senziente della galassia. Burnham rifiuta di apprendere la tecnologia e chiede, accontentata dalla saggia Progenitrice, di uscire dallo spazio liminale assieme a Moll (L'ak non si può salvare), mentre l'equipaggio della Discovery usa la propulsione a spore per spedire la corazzata breen e la nave da ricognizione di Tahal ai confini della galassia. Burnham decide che nessuno dovrebbe controllare la tecnologia dei Progenitori e lascia che il portale venga assorbito da un buco nero. Alcune settimane dopo, l'equipaggio partecipa al matrimonio di Saru e T'Rina: Burnham e Book si dichiarano amore reciproco e accettano una nuova missione da Kovich, che precedentemente si era rivelato essere l'agente temporale Daniels. Moll è rassegnata a trascorrere diversi anni in prigione, ma Nhan informa Book che la corriera sta per essere reclutata da Kovich/Daniels.
Alcuni decenni dopo, l'ammiraglio Burnham e Book, anziani, vivono sereni sul pianeta Oasi IV. Qui vengono raggiunti da loro figlio Leto, appena promosso capitano. Michael lo accompagna a prendere possesso del suo primo comando, ma in realtà deve ottemperare a una nuova Direttiva Rossa: portare la Discovery, riassemblata com'era in origine nel XXIII secolo, nelle profondità del cosmo, dove la IA Zora dovrà rimanere in attesa, forse per secoli, di una non meglio specificata “risorsa”. Michael e Zora, commosse, ricordano tutti i loro amici e colleghi che avevano salutato decenni prima. La Discovery, scortata dall'intera Flotta Stellare, effettua il suo ultimo salto.
- Guest star: Oded Fehr (amm. Vance), David Cronenberg (Kovich), Rachael Ancheril (D. Nhan), Tara Rosling (T'Rina), Eve Harlow (Moll), Somkele Iyamah-Idhalama (Progenitrice), Sawandi Wilson (Leto).
- Altri interpreti: Emily Coutts (Keyla Detmer), Oyin Oladejo (Joann Owosekun), Ronnie Rowe Jr. (Ronald A. Bryce), Christina Dixon (ten. com. Asha), Victoria Sawal (ten. Naya), Natalie Liconti (ten. Gallo), Zahra Bentham (com. Lorna Jemison), Gregory Calderone (ten. Jax), Patricia Summersett (Tahal), Victor Andrés Trelles Turgeon (Duvin).
- L'episodio, che ha una durata di 86 minuti, è il secondo di due parti. Le scene finali sono state girate dopo che la serie non è stata rinnovata.[20]
- Nell'ufficio di Kovich si possono notare alcuni oggetti iconici del franchise: una bottiglia di Chateau Picard, il VISOR di Geordi La Forge e la palla da baseball di Benjamin Sisko.[19]